# Ночная терраса кафе
«Ночная терраса кафе» (нидерл. Caféterras bij nacht, фр. Terrasse du café le soir) — картина нидерландского живописца Винсента ван Гога. «Ночная терраса кафе» была написана художником в Арле в сентябре 1888 года. Картина не подписана, но описана и упомянута художником в трех письмах. 

## Происхождение
Для творчества Ван Гога данная картина является уникальной. Винсенту ван Гогу претила обыденность, и в этой картине он её мастерски преодолевает. Как он потом написал своему брату: «Ночь гораздо живее и богаче красками, чем день». Интересной особенностью является то, что при написании картины художник не использовал ни грамма чёрной краски, и тем не менее ему удалось мастерски изобразить ночное небо и необыкновенное сияние звёзд. В композиции картины исследователи усматривают влияние работы Луи Анкетена «Авеню де Клиши вечером».
Ван Гог писал своей сестре:
По-правде говоря, я отвлекся от всех остальных дел и теперь тружусь над новой картиной, изображающий внешнюю часть одного ночного кафе: крошечные фигуры выпивающих на террасе людей, огромный жёлтый фонарь освещает террасу, дом и тротуар, и даже придает некоторую яркость мостовой, которая окрашивается в розоватово-фиолетовые тона. Треугольные фронтоны зданий на убегающей вдаль улице под синим небом, усыпанным звездами, кажутся тёмно-синими или фиолетовыми, и там ещё зелёное дерево.
Основной чертой Арльского периода является использование в большом количестве жёлтой краски, которая преобладает в палитре в таких насыщенных и ярких тонах, как в полотнах «Подсолнухи», — цвет приобретает особое сияние, как бы вырываясь из глубины изображения.
В научной статье, представленной на Европейской конференции IAFOR по искусству и гуманитарным наукам в 2013 году, была выдвинута теория о том, что Ван Гог задумал картину как уникально новаторскую «Тайную вечерю». Впоследствии эта статья была опубликована  Обществом истории искусств в январском дополнении к журналу «История искусств» за 2014 год[ и в четырнадцатом томе журнала Anistoriton Journal of History, Archeology and Art History за июль 2014 года. 

## В популярной культуре
Картина и кафе фигурировали в фильме 1956 года «Жажда жизни» с Кирком Дугласом в главной роли, а затем в «Винсенте и Докторе» (2010), десятом эпизоде  пятого сезона британского научно-фантастического телесериала «Доктор Кто» и в полностью нарисованном фильме «Ван Гог. С любовью, Винсент» (2017). Кафе также фигурировало в фильме «Ронин» (1998).
Картина была показана в сериале BBC 1980 года «100 великих картин».